# Jake Odorizzi
Jacob Todd Odorizzi, detto Jake (Breese, 27 marzo 1990), è un giocatore di baseball statunitense, lanciatore partente per gli Houston Astros nella Major League Baseball.

## Carriera

### Minor League (MiLB)
Odorizzi fu selezionato dai Milwaukee Brewers come trentaduesima scelta assoluta. durante il primo turno del draft 2008. Trascorse le stagioni 2008 e 2009 in Rookie e la stagione 2010 in A singola.
Il 17 dicembre 2010 i Brewers scambiarono Odorizzi, assieme a Alcides Escobar, Jeremy Jeffress e Lorenzo Cain con i Kansas City Royals, in cambio dei giocatori Zack Greinke e Yuniesky Betancourt. Nel 2011 giocò in A+ e in AA, nel 2012 in AA, poi in AAA.

### Major League (MLB)
Odorizzi debuttò nella MLB il 23 settembre 2012, al Kauffman Stadium di Kansas City, contro i Cleveland Indians.
Il 9 dicembre 2012, i Royals scambiarono Odorizzi con i Tampa Bay Rays (assieme a Mike Montgomery, Patrick Leonard e Wil Myers) in scambio di James Shields e Wade Davis. Cominciò la stagione 2013 in Tripla-A e giocò prevalentemente lì, terminò la stagione con 22 partite giocate in MiLB e 7 in Major League.
Il 17 febbraio 2018, i Rays scambiarono Odorizzi con i Minnesota Twins, in cambio del giocatore di minor league Jermaine Palacios. Divenne free agent al termine della stagione 2020.
L'8 marzo 2021, Odorizzi firmò un contratto biennale dal valore complessivo di 23.5 milioni di dollari con gli Houston Astros con inclusa un'opzione del giocatore per la terza stagione.

## Nazionale
Fu convocato dalla nazionale statunitense nel 2017 per il World Baseball Classic. Al termine della competizione gli USA vinsero la medaglia d'oro.

## Palmarès

### Individuale
- MLB All-Star: 1

2019

### Nazionale
- World Baseball Classic:  Medaglia d'Oro

Team USA: 2017